# Santana dos Montes
Santana dos Montes là một đô thị thuộc bang Minas Gerais, Brasil. Đô thị này có diện tích 196,437 km², dân số năm 2007 là 3989 người, mật độ 19,3 người/km².